# Moshe Gafni
Moshe Gafni (en hébreu : משה גפנ) est un homme politique israélien, né le 5 mai 1952 à Bnei Brak. Il est membre de la Knesset et membre du parti Judaïsme unifié de la Torah.

## Biographie
Moshe Gafni est né à Bnei Brak en 1952. Il fait ses études dans une yeshiva et travaille ensuite en tant que chef d'un Kollel, [réf. souhaitée]. Il est élu à la Knesset en 1988, et est nommé au ministère des Affaires religieuses au sein du gouvernement de Yitzhak Shamir en 1990. Aux élections de 1992 le parti Judaïsme unifié de la Torah remporte quatre sièges. Bien qu'il ait initialement perdu son siège, Gafni entre à la Knesset en 1994 dans le cadre d'un accord de rotation. Un arrangement similaire opéré après les élections de 1996, Gafni occupe le siège durant la première moitié de la session (soit jusqu'à 1998). Aux élections anticipées de 1999, Gafni revient à la Knesset plus tôt que prévu. Cette fois, aucun accord de rotation n'est en place, il reste durant un mandat complet, et il est réélu en 2003 et en 2006.
Gafni s'oppose à la décision de la Cour suprême que l'État doit reconnaître les mariages homosexuels effectués à l'étranger. Toutefois, il est l'un des quelques ultra-orthodoxes de la vie publique à condamner la violence exercée par les membres de la communauté sur l'organisation de la Gay pride de Jérusalem 2006.
En 2006, Gafni est le président de la très puissante commission des Finances de la Knesset. Moshe Gafni est attaqué à Mea Shearim, le 24 juin 2010, quand il est sorti de la synagogue.
En vue des élections législatives israéliennes de 2021, Moshe Gafni remplace Yaakov Litzman à la tête de Judaïsme unifié de la Torah.